# Epidendrum anceps
Epidendrum anceps là một loài lan trong chiEpidendrum.

## Hình ảnh

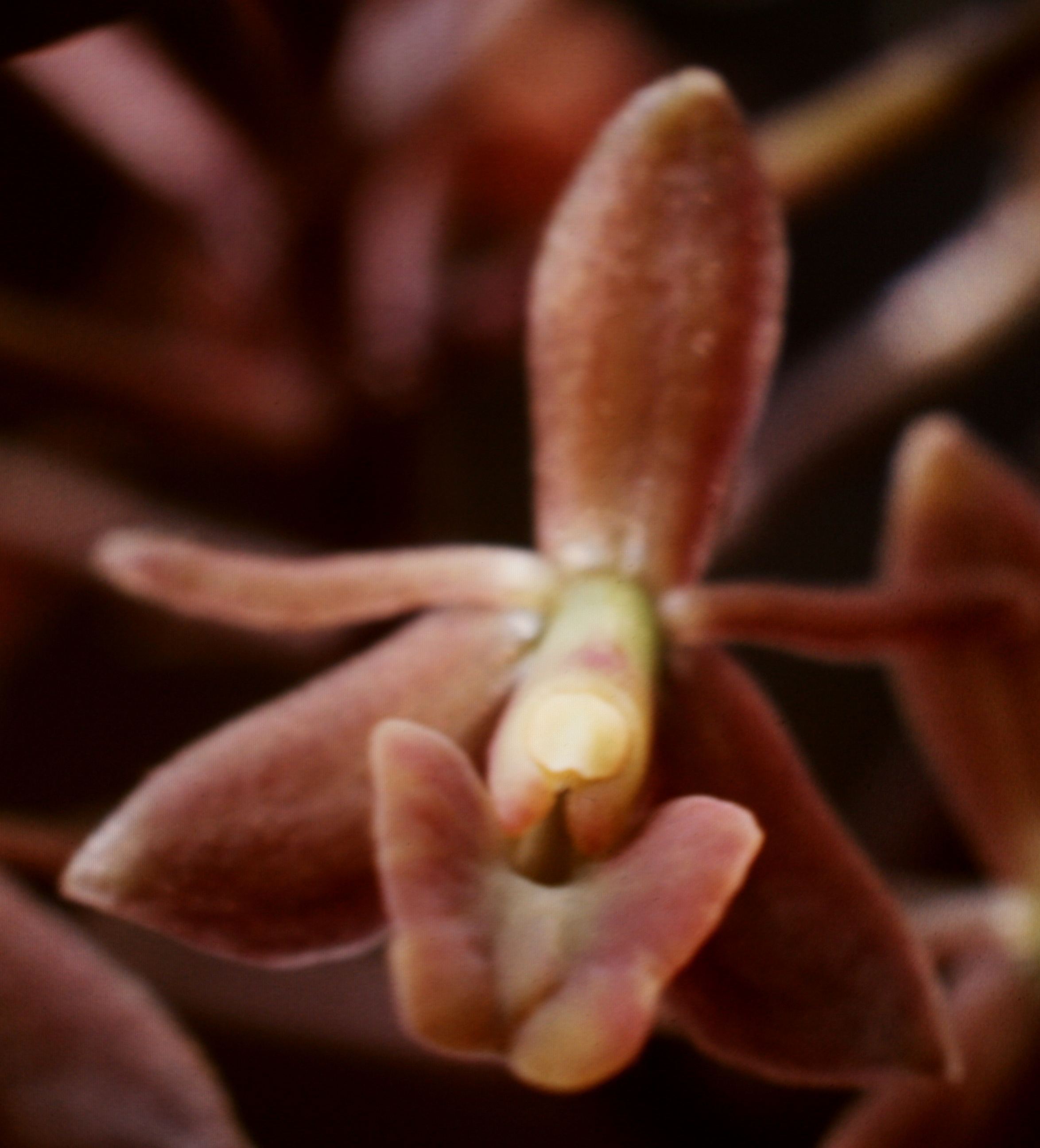
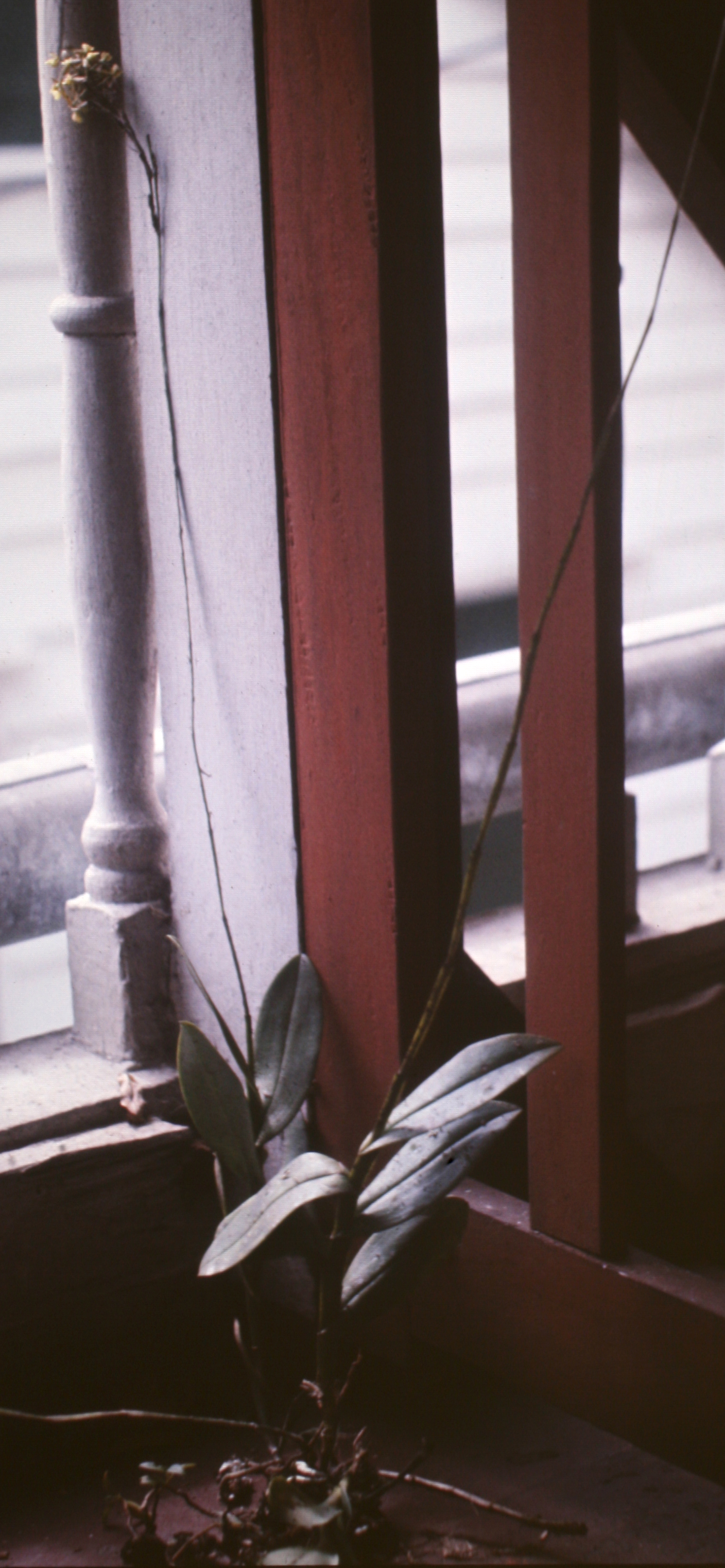
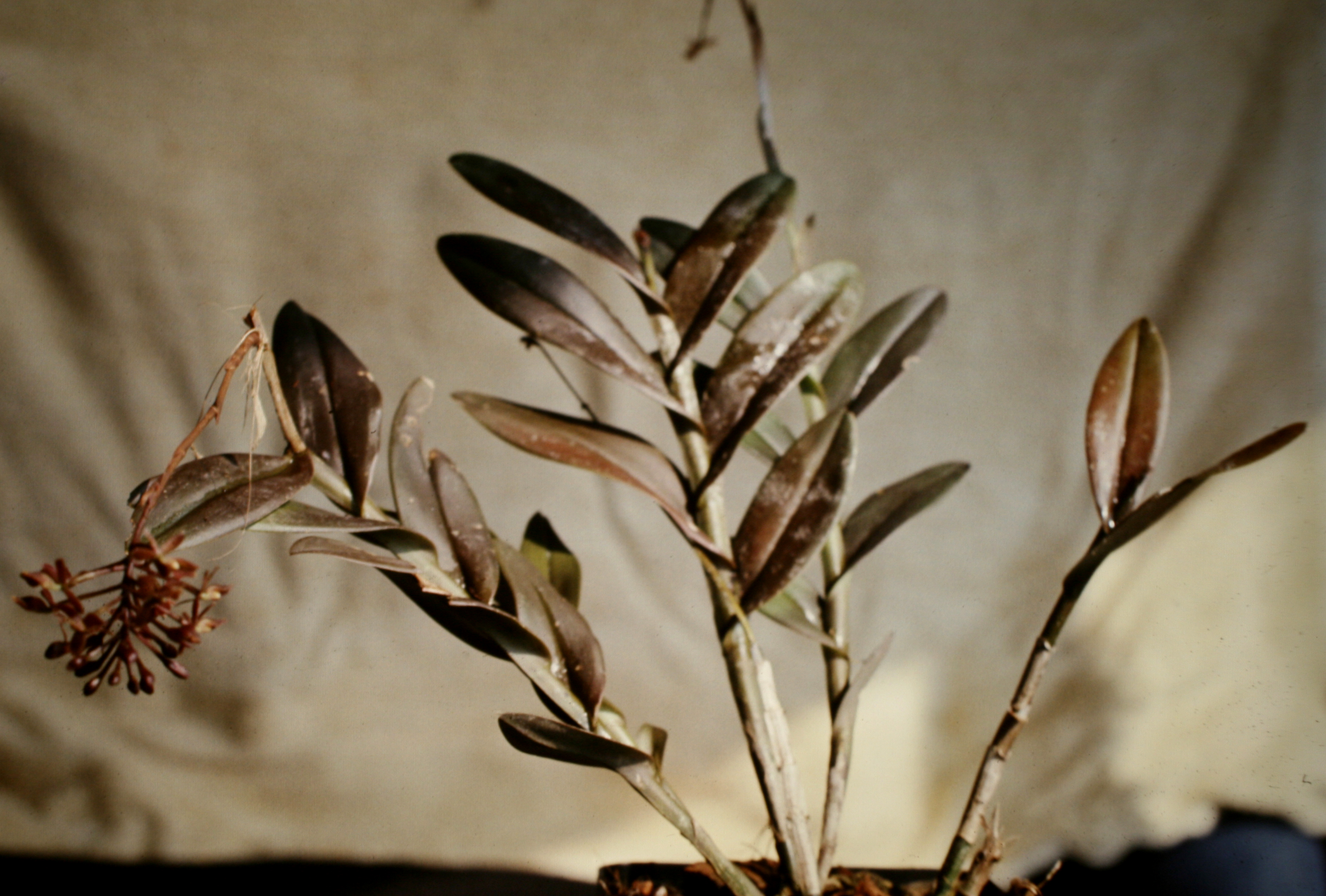